# Crangonyx islandicus
Crangonyx islandicus is een vlokreeftensoort uit de familie van de Crangonyctidae. De wetenschappelijke naam van de soort is voor het eerst geldig gepubliceerd in 2006 door Svavarsson & Kristjánsson.